# Give It 2 Me
"Give It 2 Me" är den andra singeln av den amerikanska singer-songwritern Madonna från hennes elfte studioalbum Hard Candy, singeln släpptes den 17 juli 2008. Den är tillsammans med Madonna skriven och producerad av den amerikanska producenten Pharrell Williams, som även medverkar i låten.

## Musikvideo
En musikvideo för "Give It 2 Me" var bekräftad av Madonna under en intervju, där hon berättade att videon redan var filmad med Pharrell Williams. Musikvideon spelades in tidigt i april 2008 i London, och regisserades av Tom Munro. Videon läckte ut på Youtube den 31 maj 2008 men togs senare bort. Den släpptes senare officiellt på Yahoo!, AOL och iTunes världen över den 4 juni.
I videon sjunger Madonna bakom varierande bakgrunder iklädd samma kläder som hon hade under en fotografering för Elle och sjungandes på en soffa samtidigt som Pharrell står i bakgrunden.

## Remixar
- Album Version - 4:47
- Edit / Version Edit/ Video Version - 4:02
- Paul Oakenfold Extended Mix / Oakenfold Extended Remix / Oakenfold Extended - 6:59
- Paul Oakenfold Mix / Oakenfold Remix - 5:46
- Paul Oakenfold Drums In Mix / Oakenfold Drums In Mix / Oakenfold Drums In - 5:46
- Paul Oakenfold Dub / Oakenfold Dub 6:16
- Paul Oakenfold Remix Edit / Paul Oakenfold Edit - 4:59
- Oakenfold Edit - 3:24
- Jody Den Broeder Club / Jody Club 9:31
- Jody Den Broeder Club Edit / Jody Club 7 Edit - 7:26
- Jody Den Broeder Dub / Jody Dub - 9:59
- Jody Den Broeder Edit / Jody Edit - 4:08
- Jody Edit TV - 4:08
- Eddie Amador Club / Ed Club - 11:07
- Eddie Amador Club - 9:51
- Eddie Amador Club Edit / Ed Club 7 Edit - 7:19
- Eddie Amador Edit / Ed Club 5 Edit - 4:56
- Eddie Amador Dub / Ed Dub - 10:39
- Eddie Amador Dub - 9:59
- Ed Dub 7 Edit - 7:29
- Eddie Amador House Lovers Mix / Ed Houselover Mix - 7:54
- Eddie Amador House Lovers Edit / Ed Houselover 5 Edit - 4:50
- Fedde Le Grand Remix - 6:41
- Fedde Le Grand Dub - 6:41
- Fedde Le Grand Remix Edit - 4:44
- Tong & Spoon Wonderland Mix - 7:34
- Tong & Spoon Get Stupid Dub 7:35
- Tong & Spoon Wonderland Radio Edit  - 4:27
- Sly & Robbie Bongo Mix - 4:54
- Sly & Robbie Ragga Mix - 4:57
- Sly & Robbie Dance Hall Mix - 4:50

## Listplaceringar
"Give It 2 Me" gjorde entré på "UK 75 Single Chart", den brittiska singellistan på plats nummer 73 den 4 maj, 2008. Detta baserades enbart på nedladdning, trots att singeln inte har släppts ännu.
| Lista (2008)                     | Topp position |
| -------------------------------- | ------------- |
| Belgien (Flandern) singellistan  | 35            |
| Belgien (Wallonien) singellistan | 28            |
| Kanada Hot 100                   | 8             |
| Danska singellistan              | 31            |
| Euro 200                         | 82            |
| Finska singellistan              | 11            |
| Italienska singellistan          | 24            |
| Isreaeliska singellistan         | 5             |
| Norska VG-listan                 | 16            |
| Sverigetopplistan                | 25            |
| Schweiziska download listan      | 16            |
| UK Singles Chart                 | 60            |
| U.S. Billboard Hot 100           | 57            |
| U.S. Billboard Pop 100           | 41            |

## Fotnoter
1. ↑  (engelska)BET 106 & Park Interview with Madonna - May 2, 2008 Arkiverad 7 maj 2008 hämtat från the Wayback Machine.
2. ↑  (engelska)uk.launch.yahoo.com
3. ↑  ”ultratop.be - ULTRATOP BELGIAN CHARTS”. http://www.ultratop.be/nl/weekchart.asp?cat=s.
4. ↑  ”ultratop.be - ULTRATOP BELGIAN CHARTS”. http://www.ultratop.be/fr/weekchart.asp?cat=s.
5. ↑  ”Country_MM_060227.qxd”. Arkiverad från originalet den 27 mars 2009. https://web.archive.org/web/20090327100929/http://www.billboard.com/bbcom/images/pdf/canadian_20080509.pdf.
6. ↑  ”- Music Charts”. Arkiverad från originalet den 1 juli 2014. https://web.archive.org/web/20140701232038/http://www.danishcharts.com/.
7. ↑  ”Lista - Suomen virallinen lista”. Arkiverad från originalet den 12 juni 2008. https://web.archive.org/web/20080612115606/http://www.yle.fi/lista/listat/singlet.php.
8. ↑  ”Charts - Onet.pl Blog”. Arkiverad från originalet den 11 maj 2008. https://web.archive.org/web/20080511102720/http://charts.blog.onet.pl/.
9. ↑  ”VG Nett - VG-lista - UKENS SINGLELISTE”. Arkiverad från originalet den 15 juli 2010. https://www.webcitation.org/5rENmndS5?url=http://lista.vg.no/show_list.php?ListsOp=showWeek.
10. ↑  ”www.sverigetopplistan.se”. http://www.hitlistan.se/.
11. ↑  ”Swiss Download Charts - swisscharts.com”. http://swisscharts.com/download_charts_viva.asp.
12. ↑  ”Top Music Charts - Hot 100 - Billboard 200 - Music Genre Sales”. Arkiverad från originalet den 31 maj 2008. https://web.archive.org/web/20080531150317/http://www.billboard.com/bbcom/esearch/chart_display.jsp?cfi=379&cfgn=Singles&cfn=The%20Billboard%20Hot%20100&ci=3095075&cdi=9772329&cid=05%2F17%2F2008.
13. ↑  ”Top Music Charts - Hot 100 - Billboard 200 - Music Genre Sales”. Arkiverad från originalet den 31 maj 2008. https://web.archive.org/web/20080531150320/http://www.billboard.com/bbcom/esearch/chart_display.jsp?cfi=396&cfgn=Singles&cfn=Pop%20100&ci=3095096&cdi=9772997&cid=05%2F17%2F2008.